# Wolfgang Lippert
Wolfgang Lippert (14 de Setembro de 1914 - 3 de Dezembro de 1941) foi um piloto alemão da Luftwaffe durante a Segunda Guerra Mundial. Abateu 30 aeronaves inimigas, o que fez dele um ás da aviação.